# Клаус Фіхтель
Клаус Фіхтель (нім. Klaus Fichtel, нар. 19 листопада 1944, Кастроп-Рауксель) — німецький футболіст, що грав на позиції захисника.
Виступав за клуби «Шальке 04» та «Вердер», а також національну збірну ФРН, у складі якої був бронзовим призером чемпіонату світу 1970 року.

## Клубна кар'єра
Вихованець клубу «Армінія» (Ікерн). У дорослому футболі дебютував 1965 року виступами за «Шальке 04», в якому провів п'ятнадцять сезонів, взявши участь у 437 матчах Бундесліги. Більшість часу, проведеного у складі «Шальке», був основним гравцем захисту команди і 1972 року допоміг команді виграти національний кубок. У 1973 році в ФРН виник скандал за підозрою в здачі матчів. Розслідування показало, що 17 квітня 1971 року деякі гравці «Шальке 04» здали матч з «Армінією». В результаті кілька гравців «Шальке 04», серед яких і  Клаус Фіхтель, були довічно дискваліфіковані, але пізніше гравцям пом'якшили термін дискваліфікації, і Фіхтель був не грав лише з 18 березня 1973 до 17 березня 1975 року, адже 24 січня 1974 року гравців було достроково помилувано.
Влітку 1980 року Фіхтель перейшов у клуб Другої Бундесліги «Вердер», якому відразу допоміг зайняти перше місце та вийти в еліту. Відіграв за бременський клуб наступні чотири сезони своєї ігрової кар'єри і спочатку грав в основному складі команди, втім у сезоні 1983/84 програв місце в старті австрійському новачку Бруно Пеццаю, тому по завершенні сезону повернувся в «Шальке 04» і захищав її кольори до припинення виступів на професійному рівні у 1988 році, коли його команда вилетіла до Другої Бундесліги. Загалом за кар'єру Клаус провів у складі гельзенкірхенців 477 ігор у Бундеслізі і є рекордсменом команди за цим показником. До того ж він провів за команду ще 53 кубкових і 20 єврокубкових ігор з командою. Крім цього свій останній матч у вищому дивізіоні ФРН провів у віці 43 років, 6 місяців і 2 днів, встановивши таким чином новий рекорд Бундесліги, не побитий і досі.

## Виступи за збірну
22 лютого 1967 року дебютував в офіційних матчах у складі національної збірної Німеччини в грі проти Марокко (5:1). 
У складі збірної був учасником чемпіонату світу 1970 року у Мексиці, на якому команда здобула бронзові нагороди, а сам Фіхтель зіграв у 5 з 6 ігор, пропустивши лише легендарний «Матч століття» у півфіналі проти італійців (3:4).
Останній матч за збірну провів 17 листопада 1971 року проти Польщі (0:0) у відборі до Євро-1972. Всього протягом кар'єри у національній команді, яка тривала 5 років, провів у її формі 23 матчі, забивши 1 гол в 1969 році в ворота збірної Шотландії.

## Титули і досягнення
- Володар Кубка ФРН (1):

«Шальке 04»: 1971–72
- Бронзовий призер чемпіонату світу: 1970